# Parc national de Biscayne
Le parc national de Biscayne (en anglais : Biscayne National Park) est un parc national américain situé dans le sud-est de l'État de Floride. Le littoral est couvert par la mangrove, 95 % de la superficie totale du parc (699,8 km2) se composant de surfaces aquatiques. Il protège la baie de Biscayne, l'un des plus populaires sites de plongée sous-marine au monde. Parmi les espèces menacées qu'il abrite se trouvent les lamantins des Caraïbes, les crocodiles américains ou encore de nombreuses tortues marines.

## Géographie

### Situation

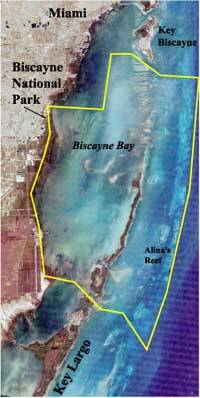
Vue satellite, avec les limites du parc illustrées.

Le parc national de Biscayne couvre près de 700 km2 dans le comté de Miami-Dade, dans le sud-est de la Floride. S'étendant du sud de Key Biscayne au nord de Key Largo, le parc comprend Soldier Key, Ragged Keys, Sands Key, Elliott Key, Totten Key et Old Rhodes Key, ainsi que de petites îles formant l'extension la plus septentrionale des Keys. Le seul accès direct au parc sur le continent se fait au centre des visiteurs de Convoy Point, adjacent au siège du parc. La limite sud-ouest est adjacente à la centrale nucléaire de Turkey Point et à son système de canaux de refroidissement.
Le parc jouxte le sanctuaire marin national des Keys (en) sur les côtés est et sud du parc et le parc d'État de John Pennekamp Coral Reef au sud. La superficie du parc terrestre est de 3 673 ha, les Keys au large représentant 1 720 ha et les mangroves continentales représentant 1 953 ha. En tant qu'extension de l'écosystème des Everglades, il avait été initialement proposé d'inclure une grande partie du parc dans le parc national des Everglades, mais cette dernière est exclue pour obtenir un consensus sur la création du parc des Everglades en 1947.

### Îles
- Keys situées dans le parc national de Biscayne (accessible uniquement en bateau) :
  - Keys de transition :
    - Soldier Key
    - Ragged Keys
    - Boca Chita Key
    - Sands Key

  - Véritables keys, anciens récifs de corail :
    - Elliott Key
    - Adams Key
    - Reid Key
    - Rubicon Keys
    - Totten Key
    - Old Rhodes Key

## Histoire
Les premières propositions visant à protéger la baie de Biscayne consistent à l'intégrer au parc national des Everglades, dès sa création en 1947. Cela n'ayant pu se faire, le monument national de Biscayne (Biscayne National Monument) est établi le 18 octobre 1968, puis étendu le 26 octobre 1974. Il devient un parc national le 28 juin 1980, où il est pour l'occasion étendu à ses dimensions actuelles.

## Écosystème
L'essentiel du parc est marin, avec des zones de mangrove, de baie, d'îles et de récifs coralliens. Seuls 36 km² sont terrestres, composées pour 17 km² des Keys et pour 19 km² de mangroves. La partie du parc située dans les terres est constituée d'arbres tropicaux et de pins. Entre terre et eaux, des mangroves stabilisent l'espace côtier et abritent des crustacés, poissons, mammifères marins ainsi que de nombreux oiseaux. Vers le large, des zones d'herbes grasses servent de pâturages aux crevettes, poissons, tortues et lamantins. Puis, encore plus au large, les récifs coralliens se développent du côté de l'océan Atlantique. La baie de Biscayne est l'un des endroits au monde les plus prisés pour la plongée sous-marine.
On dénombre 200 espèces d'oiseaux, parmi lesquels le pélican blanc américain, le pélican brun, l'anhinga et le cormoran. 27 espèces de mammifères, terrestres et marins y vivent. On y trouve quelques crocodiles américains et alligators américains, des lamantins, des tortues de mer et des dauphins communs. Des iguanes verts s'y rencontrent également.
Le récif, composé de corail vivant, abrite près de 200 espèces de poissons, des mollusques et des crustacés.

## Climat
Le climat tropical de Biscayne reflète son emplacement dans l'extrême sud de la Floride. Le sud du comté de Miami-Dade est classé dans la savane tropicale dans le système Köppen-Geiger. Il y a principalement deux saisons : la saison sèche de novembre à avril et la saison humide de mai à octobre. Les températures de la saison sèche se situent en moyenne entre 19 et 24 °C, avec une pluviométrie moyenne de 53 mm par mois. Les températures en saison humide se situent en moyenne entre 24 et 29 °C avec des précipitations mensuelles moyennes de 137 mm. La saison des pluies coïncide approximativement avec la saison des ouragans, avec de fréquents orages.
Comme beaucoup d'endroits dans le sud de la Floride, le parc national de Biscayne est affecté par des ouragans toutes les quelques années. La plupart des tempêtes nécessitent des fermetures temporaires et des réparations occasionnelles aux installations du parc. Un impact direct par un puissant ouragan peut avoir des conséquences graves, principalement par son impact sur les interventions humaines dans l'environnement plutôt que sur l'environnement naturel du parc, qui est bien adapté à ces événements. Les ouragans importants qui frappent Biscayne incluent les tempêtes de 1835 et 1904, l'ouragan des Keys de 1906, l'ouragan de 1926 à Miami, l'ouragan de 1929 aux Bahamas, l'ouragan de la fête du travail de 1935, l'ouragan Yankee de 1935, l'ouragan de Floride de 1941, l'ouragan de 1945 du sud-est de la Floride, l'ouragan de Miami de 1948, l'ouragan King en 1950, l'ouragan Donna en 1960, l'ouragan Cleo en 1964 et l'ouragan Andrew en 1992. Le parc peut être affecté par l'action des vagues provoquée par des tempêtes tropicales plus lointaines, telles que l'ouragan Sandy de 2012, qui endommage des installations sur Elliott Key.

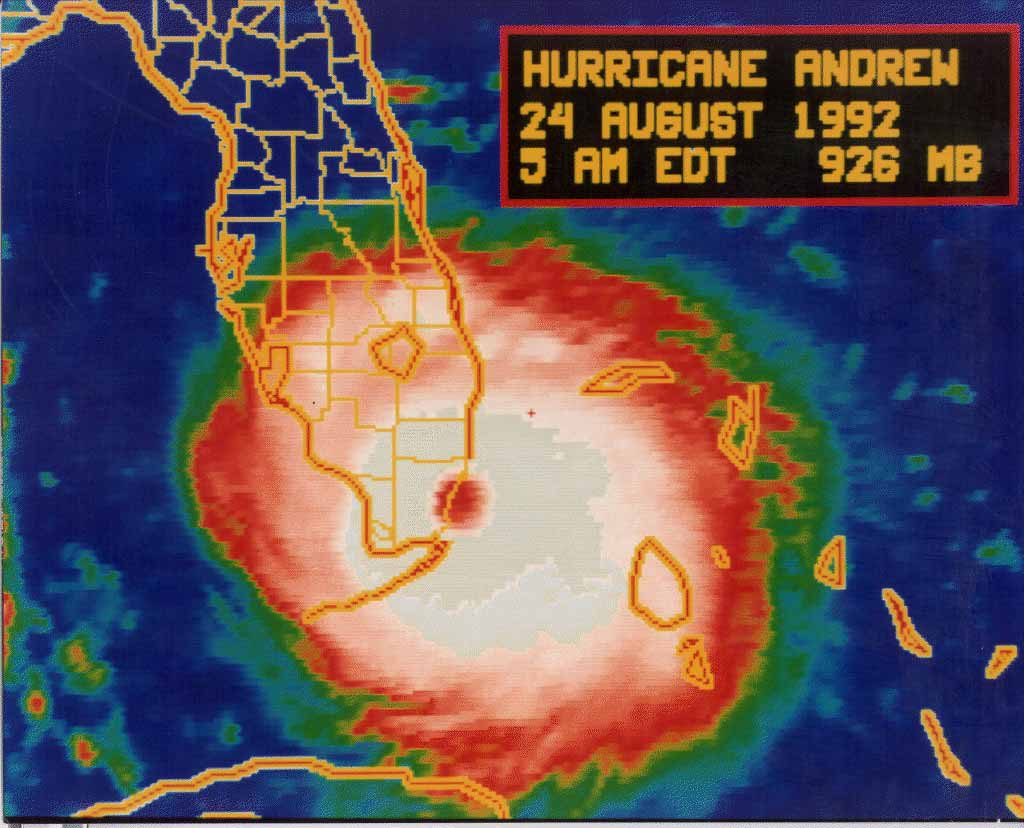
L'ouragan Andrew.

Le 24 août 1992, l'ouragan Andrew arrive juste au sud de Miami, traversant directement le parc national de Biscayne avec des vents maximums de 227 km/h et des rafales à 272 km/h. Il s'agit d'un ouragan de catégorie 5 compact sur l'échelle des ouragans de Saffir-Simpson. La baie de Biscayne est affectée par l'affouillement des fonds marins, la turbidité et des dommages à la lisière de la forêt de mangroves. Les fuites provenant des bateaux et des marinas endommagés ont pollué la baie avec du carburant, les rejets se poursuivant pendant près d'un mois après le passage de l'ouragan. Une plaque commémorative est placée au centre d'accueil Dante Fascell en 2002 pour commémorer le coût humain et environnemental d'Andrew et pour célébrer le rétablissement de la région après les effets de la tempête. L'inscription se lit en partie :
« On Monday, August 24, 1992, at 4:30 a.m., the eye wall of Hurricane Andrew passed over this point before striking Homestead and southern Miami-Dade County. »
« Le lundi 24 août 1992, à 4 h 30, le mur des yeux de l'ouragan Andrew a franchi cet endroit avant de frapper Homestead et le sud du comté de Miami-Dade. »
Le phare de Fowey Rocks transmet des données météorologiques avec des vents culminant à 235 km/h et une rafale de 272 km/h avant que la station ne cesse d'émettre, probablement à cause de dommages causés par les rafales les plus fortes. Les rafales les plus puissantes n'ont probablement pas été enregistrées.
Comme tous les terrains du parc ne dépassent pas de quelques mètres le niveau de la mer, ils sont vulnérables à la montée du niveau de la mer. Les études du service des parcs prévoient qu'une grande partie de la superficie du parc sera perdue au cours des deux cents prochaines années. Le niveau de la mer dans la baie de Biscayne devrait augmenter entre 8 et 18 cm d'ici 2030 et entre 23 et 61 cm d'ici 2060. Une élévation du niveau de la mer de 8 à 15 cm devrait augmenter l'intrusion d'eau salée dans l'aquifère de Biscayne. Les élévations plus élevées feront du sud des Everglades un marais salé, modifiant ainsi l'écologie de la région.

## Galerie

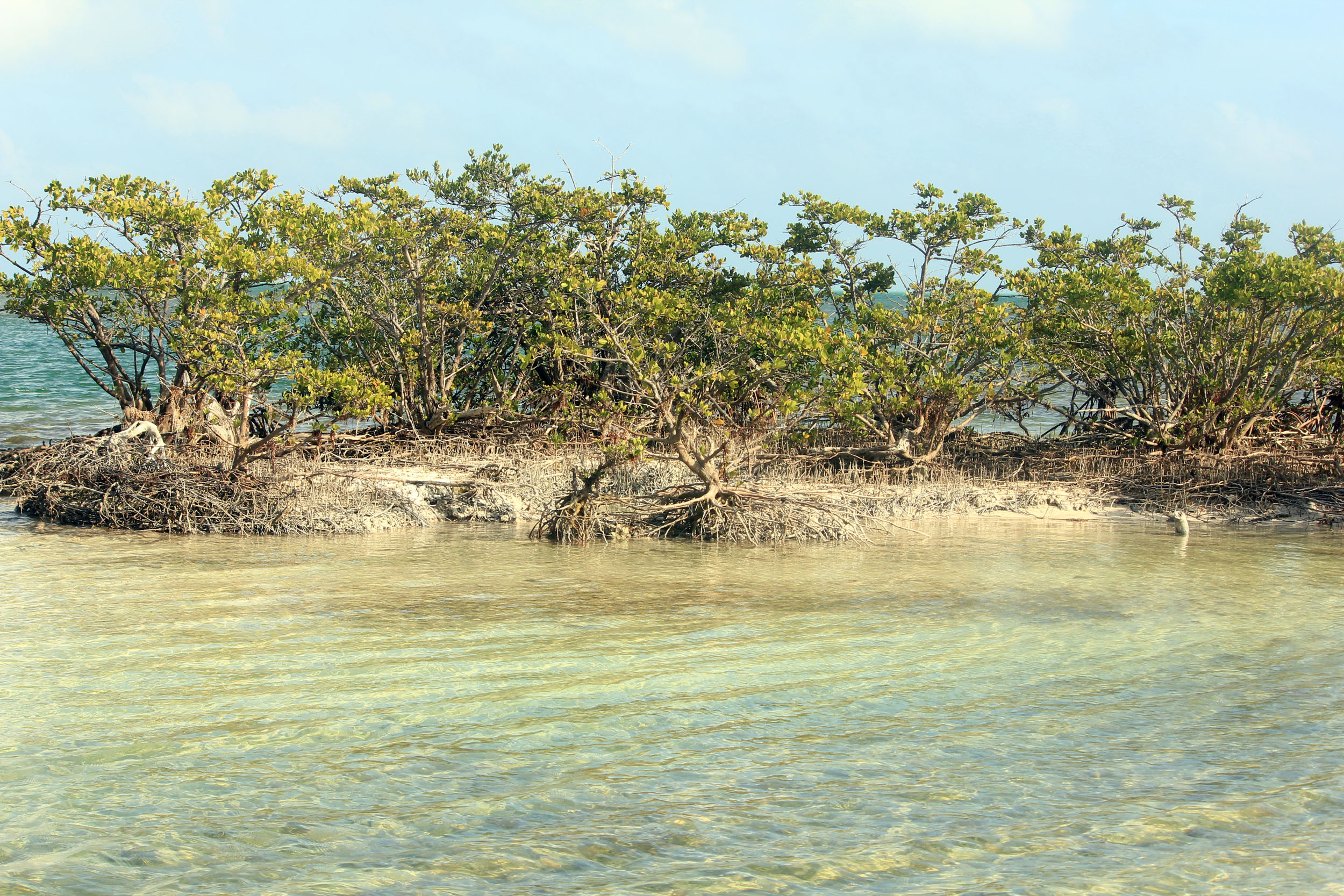
Végétation du parc.
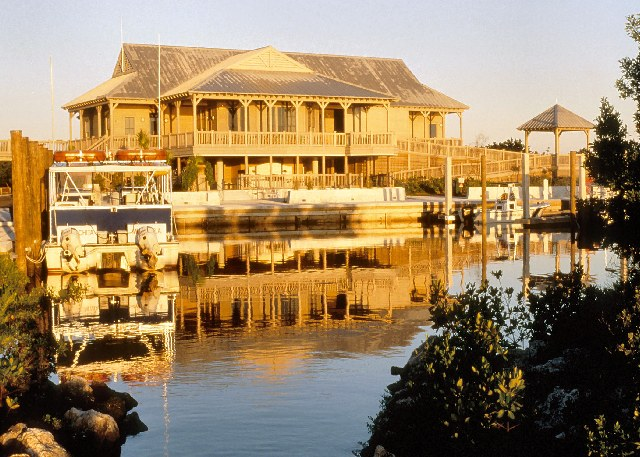
Visitor Center.
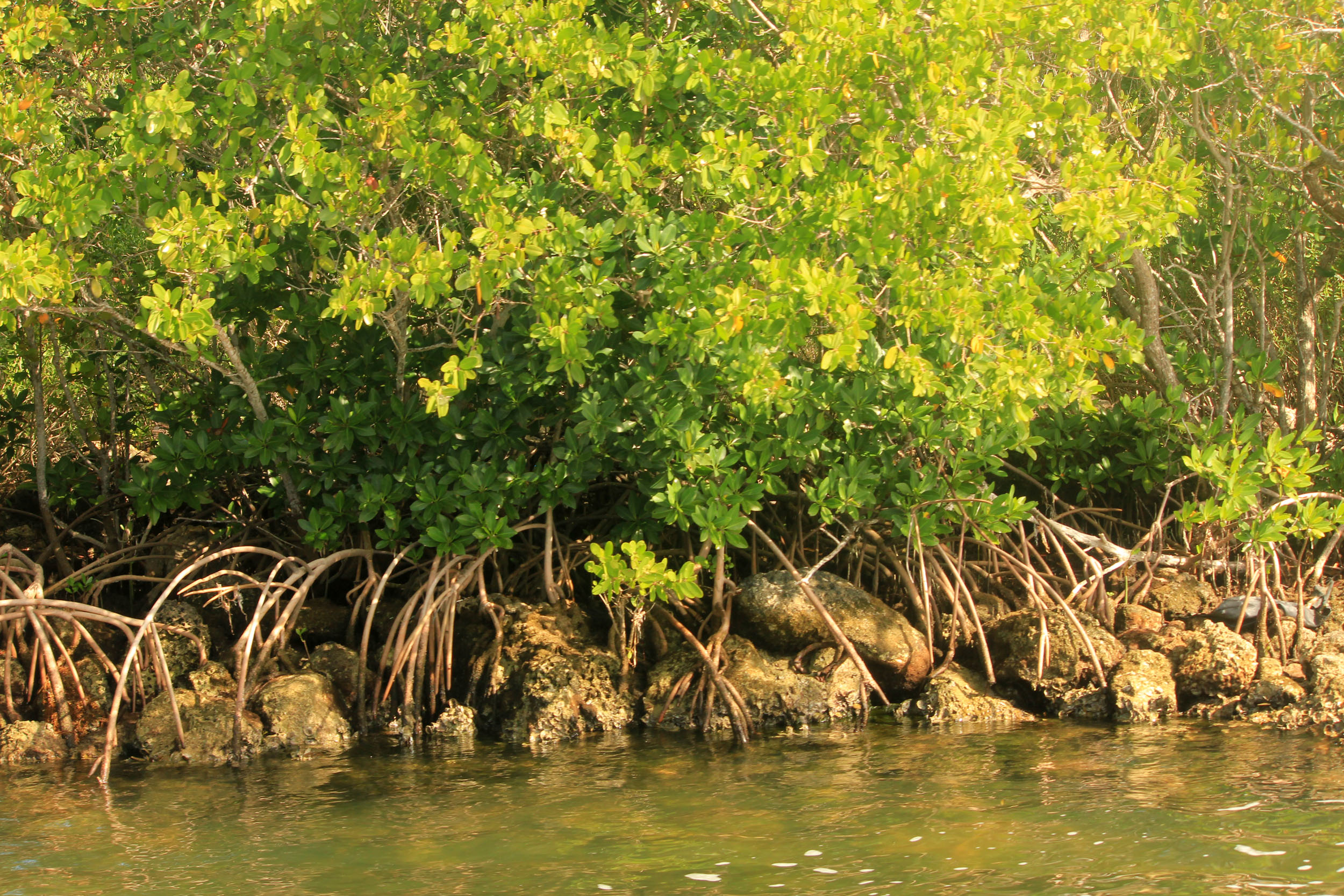
Mangroves.
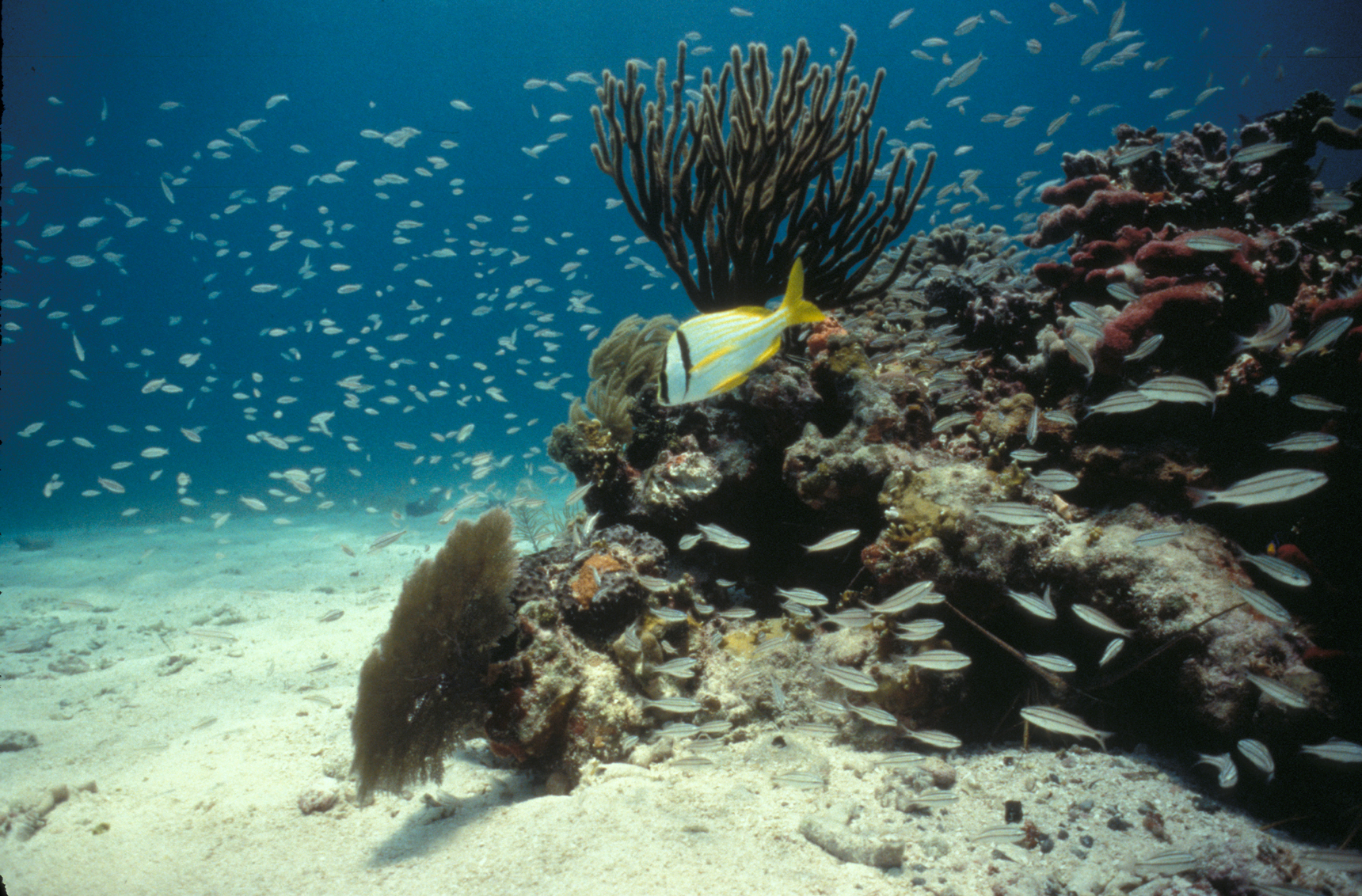
Fonds marins.
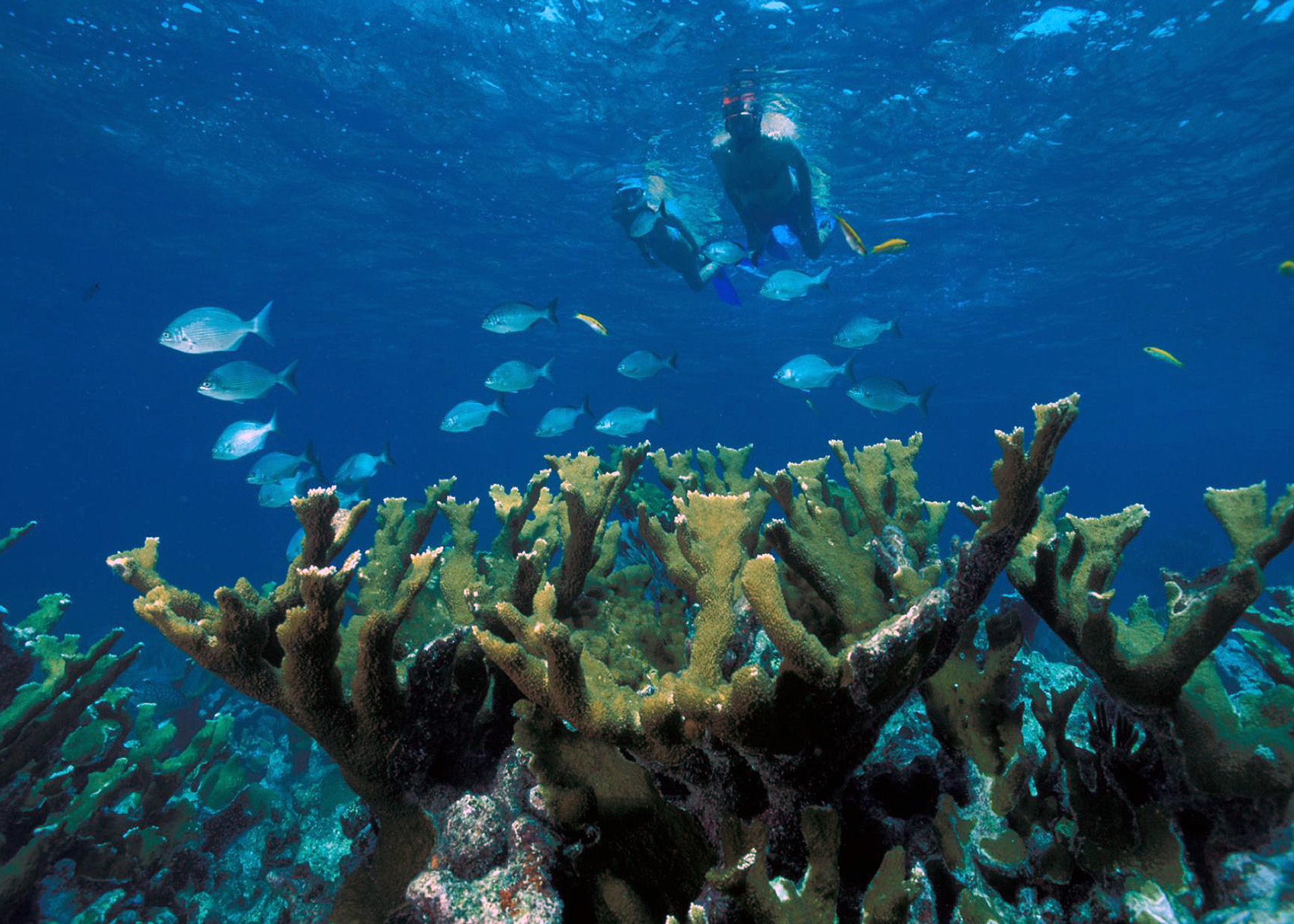
Coraux.
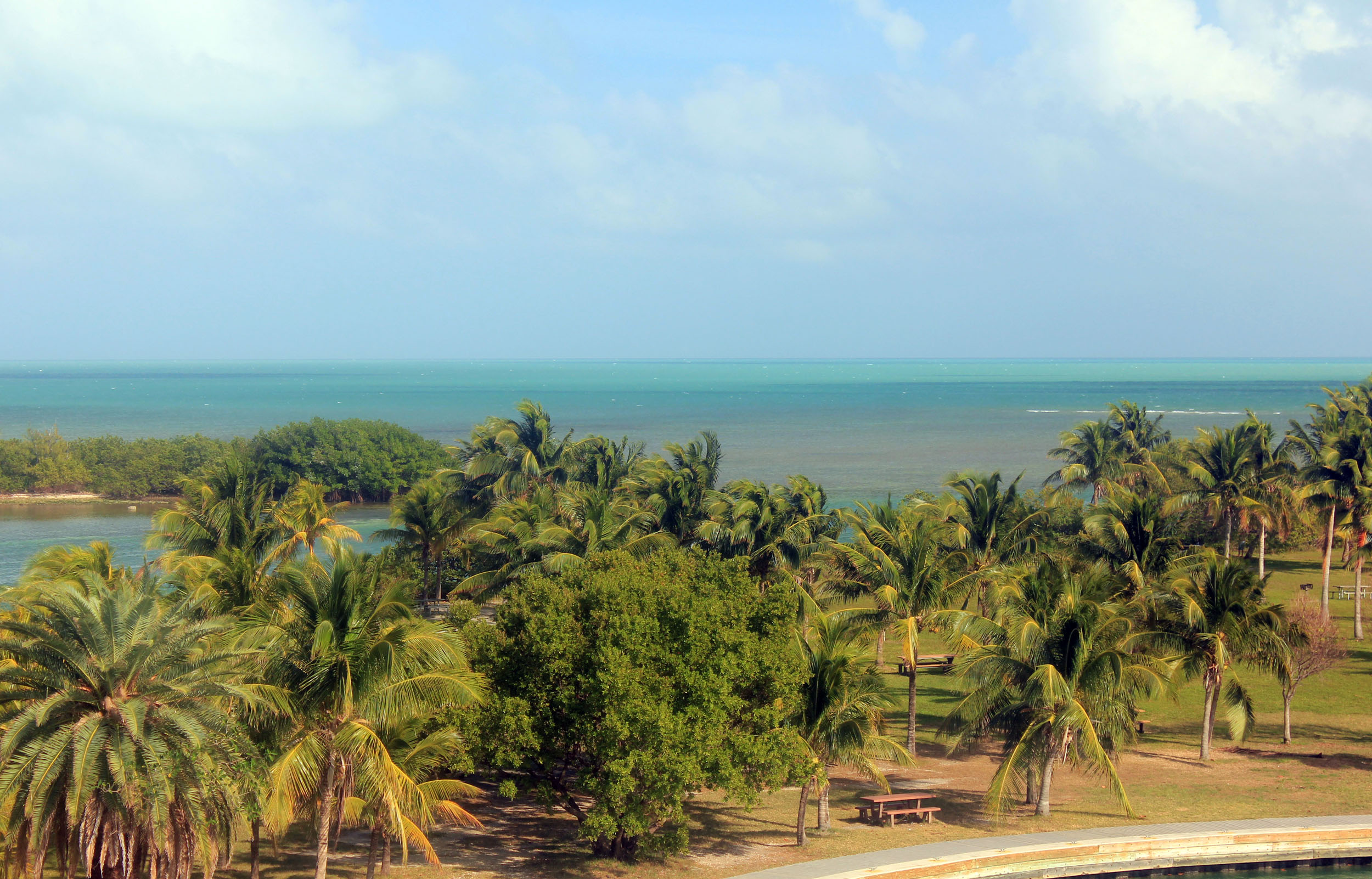
Vue du parc.
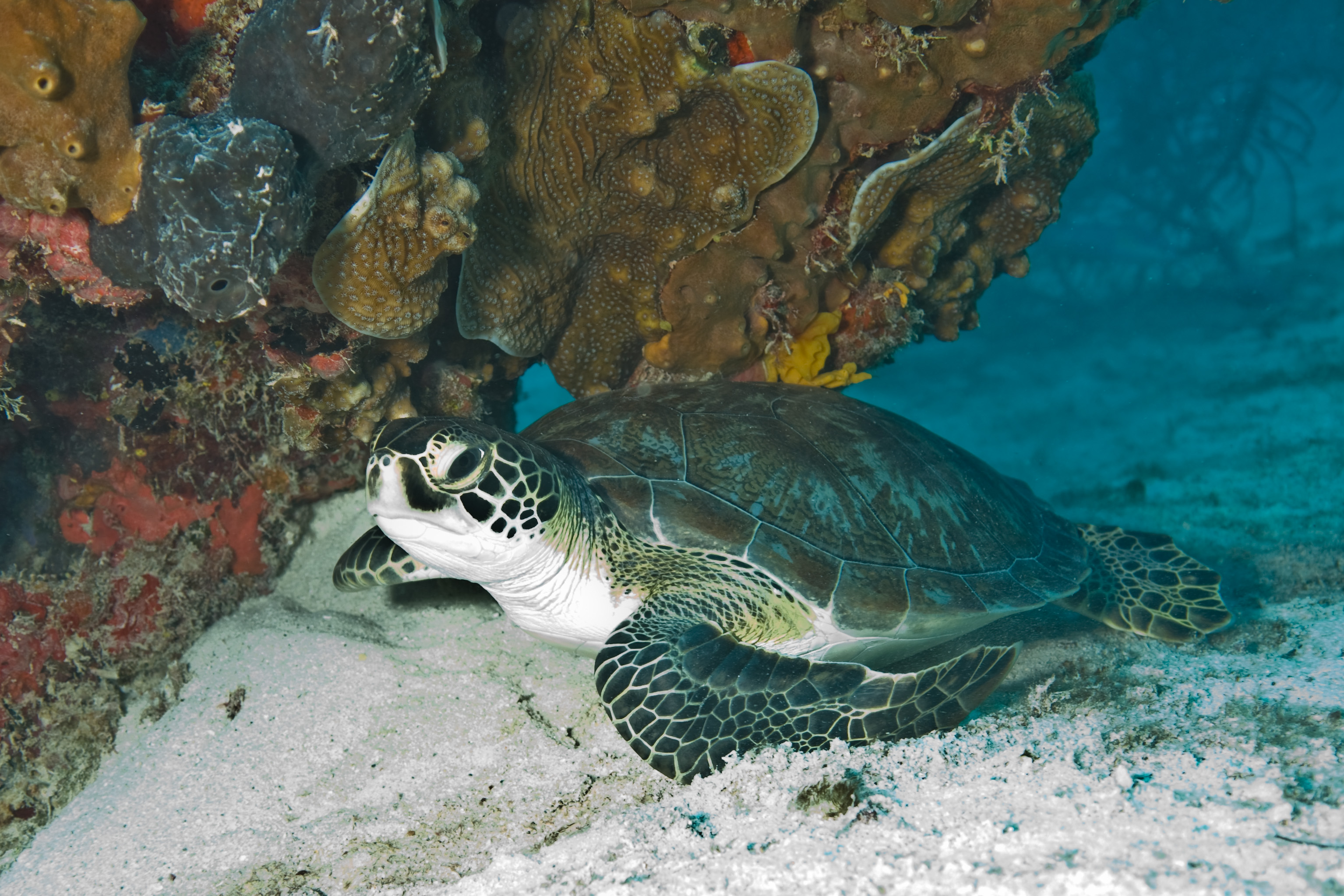
Tortue verte.
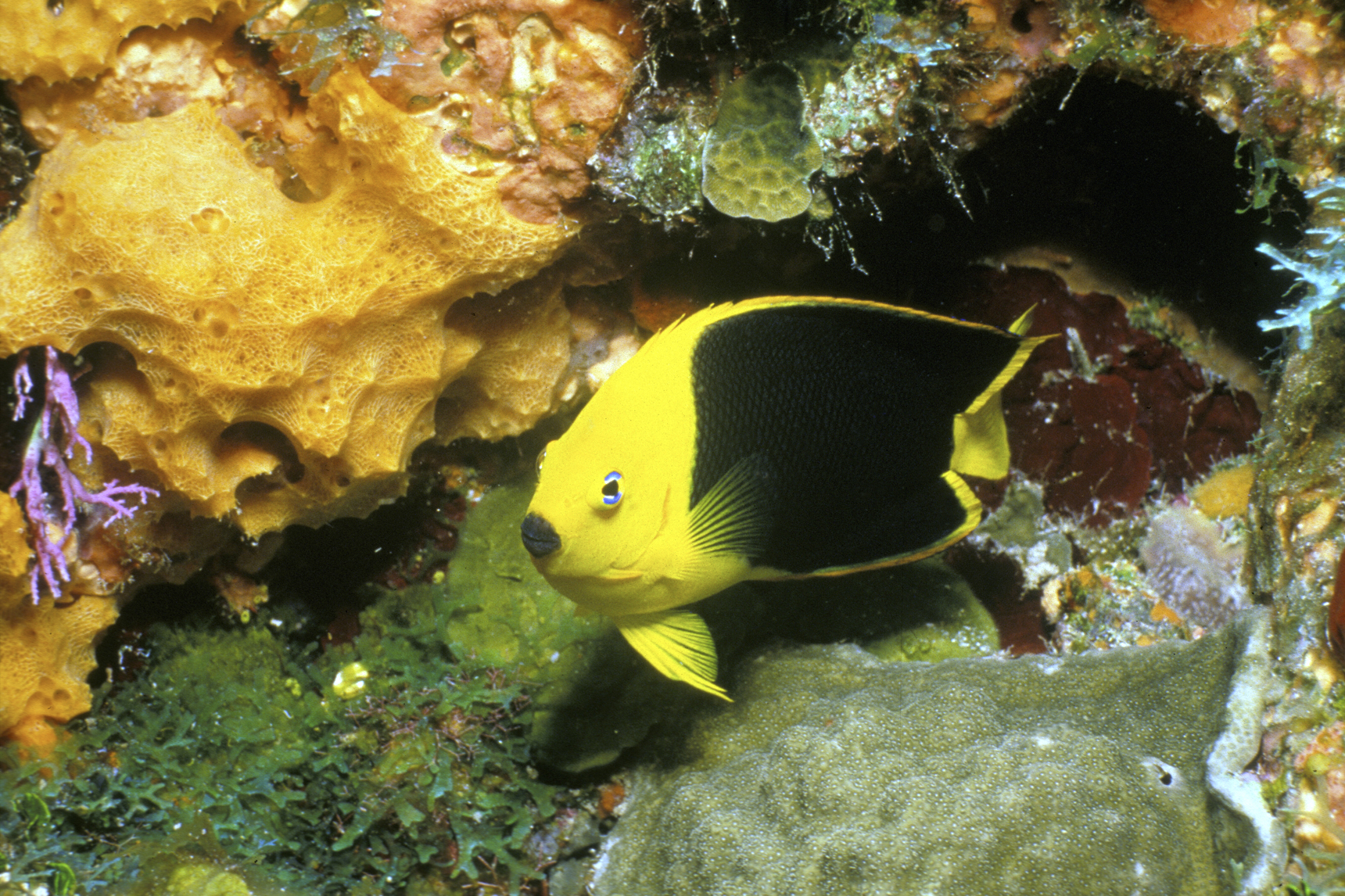
Poisson-ange noir et jaune.